# Кожахметов, Серик Талгатович
Серик Талгатович Кожахметов (родился 21 августа 1988 года в Алма-Ате) — казахский пловец в ластах, мастер спорта Республики Казахстан международного класса, серебряный призёр чемпионата Европы 2012 года по подводному ориентированию в классе «Зоны».

## Биография
Сын триатлониста, марафонца и действующего гендиректора ТОО «Алем-Кенсе» Талгата Базарбаевича Кожахметова; племянник главы республиканского общественного движения «Шанырак» и президента Алматы Менеджмент Университета Асылбека Кожахметова. Занимался плаванием с 1999 года у Андрея Геннадьевича Хохлова, позже перешёл к Ольге Степановне Сазыкиной. С 2001 года тренировался у Нелли Афанасьевны Корниенко. Учился в Детско-юношеской спортивно-технической школе №5.
По состоянию на 2014 год на счету Серика было 11 побед в чемпионате Казахстана. Он участвовал в первых играх CMAS в Бари в 2007 году, прошедших в рамках чемпионата мира по плаванию в ластах, заняв 23-е место в плавании на 6 тысяч метров. В 2009 году участвовал в Азиатских играх в помещениях в дисциплинах 50 м (9-е место в квалификации) и 100 м в классических ластах (5-е место в финале). В 2012 году Серик завоевал первую награду на международном уровне, заняв 2-е место в чемпионате Европы по подводному ориентированию в классе «Зоны» с результатом 1:58; в том же году им был установлен рекорд Казахстана на 50 м в ластах (17,30 с) и рекорд страны на 50 м в классических ластах (19,69 с). На чемпионате Азии по подводному плаванию 2012 года в дисциплине 100 м в классических ластах Серик занял 2-е место в квалификации, но финишировал в финале только на 6-м месте (46,39 с).

## Достижения

### Соревнования Казахстана
- 25 ноября 2000, Эстафета КГАСТ —
- 14—15 мая 2000, Чемпионат Республики Казахстан —  (кандидат в мастера спорта Республики Казахстан)
- 7 января 2004, Первенство ДЮСТШ №5 —
- 24 апреля 2006, Первенство СК ДЮСТШ №5 —
- 1—2 марта 2007, Кубок Республики Казахстан —
- 1—2 марта 2007, Кубок Республики Казахстан —
- 30 марта—1 апреля 2007, Чемпионат РОО «Отан» Республики Казахстан —
- 22—23 марта 2008, Первенство ДЮСТШ —
- 21—22 марта 2009, Чемпионат г. Алматы —
- 28—29 марта 2009, Чемпионат «Отан» Республики Казахстан —
- 8—10 мая 2009, Чемпионат Республики Казахстан —
- 8—10 мая 2009, Чемпионат Республики Казахстан —
- 18 октября 2009, Кубок Баталова —
- 28 марта 2010, Чемпионат г. Алматы РОО «Отан» —
- 5—7 мая 2010, Чемпионат Республики Казахстан (эстафета) —
- 5—7 мая 2010, Чемпионат Республики Казахстан —
- 5—7 мая 2010, Чемпионат Республики Казахстан —  (мастер спорта Республики Казахстан)
- 11—12 ноября 2010, Первенство СК ДЮСТШ №5 —
- 26—27 марта 2011, Чемпионат г. Алматы —
- 26—27 марта 2011, Чемпионат г. Алматы —
- 26—27 марта 2011, Чемпионат РОО «Отан» —
- 26—27 марта 2011, Чемпионат РОО «Отан» —
- 5—7 мая 2011, Чемпионат Республики Казахстан —
- 5—7 мая 2011, Чемпионат Республики Казахстан —
- 5—7 мая 2011, Чемпионат Республики Казахстан —
- 5—7 мая 2011, Чемпионат Республики Казахстан —
- 5—7 мая 2011, Чемпионат Республики Казахстан —
- 24—26 февраля 2012, Кубок Республики Казахстан —
- 24—26 февраля 2012, Кубок Республики Казахстан —
- 24—26 февраля 2012, Кубок Республики Казахстан —
- 23—24 марта 2012, Чемпионат г. Алматы —
- 4—6 мая 2012, Чемпионат Республики Казахстан —
- 4—6 мая 2012, Чемпионат Республики Казахстан —
- 4—6 мая 2012, Чемпионат Республики Казахстан —
- 4—6 мая 2012, Чемпионат Республики Казахстан —
- 10—12 мая 2013, Чемпионат Республики Казахстан —
- 10—12 мая 2013, Чемпионат Республики Казахстан —
- 10—12 мая 2013, Чемпионат Республики Казахстан —
- 10—12 мая 2013, Чемпионат Республики Казахстан —
- 10—12 мая 2013, Чемпионат Республики Казахстан —
- 10—12 мая 2013, Чемпионат Республики Казахстан —
- 10—12 мая 2013, Чемпионат Республики Казахстан —
- 10—12 мая 2013, Чемпионат Республики Казахстан —
- 20—21 марта 2014, Чемпионат г. Алматы —
- 10—11 мая 2014, Чемпионат Республики Казахстан —
- 10—11 мая 2014, Чемпионат Республики Казахстан —
- 10—11 мая 2014, Чемпионат Республики Казахстан —
- 10—11 мая 2014, Чемпионат Республики Казахстан —
- 10—11 мая 2014, Чемпионат Республики Казахстан —

### Международные соревнования
- 30 октября—8 ноября 2009, Азиатские игры в помещениях[англ.] — 5-е место
- 25 августа—1 сентября 2012, чемпионат Европы —  (мастер спорта Республики Казахстан международного класса)
- 6—8 июня 2014, Кубок мира, 2-й этап —